# Handvest van de Organisatie van Amerikaanse Staten
Het Handvest van de Organisatie van Amerikaanse Staten is een Pan-Amerikaans verdrag waarin de oprichting van de Organisatie van Amerikaanse Staten is vastgelegd. Het werd ondertekend op de Negende Conferentie van Amerikaanse Staten van 30 april 1948 in Bogota, Colombia. Het verdrag werd op 13 december 1951 van kracht. 

## Amendementen
De volgende amendementen zijn op het handvest aangenomen: 
- Protocol van Buenos Aires (27 februari 1967)
- Protocol van Cartagena (5 december 1985)
- Protocol van Washington (14 december 1992)
- Protocol van Managua (10 juni 1992)

## Ondertekenaars
Hieronder volgende landen die het handvest hebben ondertekend, in volgorde van toetredingsdatum: 
- Argentinië (1948)
- Bolivia (1948)
- Brazilië (1948)
- Chili (1948)
- Colombia (1948)
- Costa Rica (1948)
- Cuba (1948); in 1962 (tot 2009) was Cuba uitgesloten van deelname aan de OAS.
- Ecuador (1948)
- El Salvador (1948)
- Verenigde Staten van Amerika (1948)
- Guatemala (1948)
- Haïti (1948)
- Honduras (1948); opgeschort van 2009-2011 door een staatsgreep.
- Mexico (1948)
- Nicaragua (1948)
- Panama (1948)
- Paraguay (1948)
- Peru (1948)
- Dominicaanse Republiek (1948)
- Uruguay (1948)
- Venezuela (1948)
- Antigua en Barbuda (1967)
- Barbados (1967)
- Trinidad en Tobago (1967)
- Jamaica (1969)
- Grenada (1975)
- Suriname (1977)
- Dominica (1979)
- Saint Lucia (1979)
- Saint Vincent en de Grenadines (1981)
- Bahama's (1982)
- Saint Kitts en Nevis (1984)
- Canada (1990)
- Belize (1991)
- Guyana (1991)